# پکتوباکتریوم
پکتوباکتریوم یک سرده از باکتری ها از خانواده انتروباکتریاسیا است ;پیش از این آن را به عنوان عضوی از سرده اروینیا دسته بندی می کردند، که به سه سرده ی اروینیا، پکتوباکتریوم و برنریا تقسیم می شد.
گونه های آن شامل پکتوباکتریوم کاراتووروم می شوند.